# Dieta de Paderborn
La Dieta de Paderborn va ser una dieta imperial de temps de Carlemany que, d'acord amb els Annals Franco Royal, es va reunir a Paderborn (Padari Brunno en els documents medievals) l'any 777.
Durant les Guerres Saxones, Paderborn tenia gran importància i l'any 777 va hostatjar la primera dieta imperial en terra saxona i també aquesta data és la primera referència escrita que es conserva de Paderborn (Poeta Saxo, Annales).
D'altra banda, els preparatius d'una invasió d'Hispania per part dels francs es va concretar a la mateixa dieta de Paderborn, a la qual acudí el governador musulmà de Barxiluna anomenat Sulayman ibn Yaqdhan al-Kalbí al-Arabí qui va oferir a Carlemany el seu vassallatge i el de les ciutats que dominava.
Aleshores es va decidir una guerra de conquesta que permetés crear una Marca hispànica. La invasió es dugué a terme però no va ser gaire reeixida com ho demostra els fets de Roncesvalls a Navarra.
Segons l'historiador musulmà Alí ibn al-Athir, aquest dieta va rebre l'any 777 també als governadors musulmans de Saragossa, Osca i Girona els quals hi anaren per haver estat arraconats per Abderraman I, l'emir de Còrdova.
Tanmateix, fruit també d'aquesta iniciativa, en el període 785-790, grups de francs i jueus conqueriren Girona, Vic (Ausona), la Seu d'Urgell i una part de la costa mediterrània.